# Tom Atkins
Tom Atkins, född 13 november 1935 i Pittsburgh, Pennsylvania, är en amerikansk skådespelare som både medverkat i TV-serier och filmer.